# Antonio Fessia
Antonio Fessia, né le 27 novembre 1901 à Turin et mort le 19 août 1968 à Turin, est un ingénieur en mécanique diplômé de l'École polytechnique de Turin en Italie. Humaniste, il portait un intérêt  à la culture, l'histoire et la musique.

## Biographie
Né  en novembre 1901 à Turin de de Andrea Fessia et de Giovanna Denegri, Antonio Fessia quitte l'École polytechnique de Turin en juillet 1923 avec son diplôme d'ingénieur en mécanique.
Après avoir accompli ses obligations militaires, il entre au Bureau d'études central du fabricant automobile turinois Fiat en 1925 et travaille sous la direction de Dante Giacosa. Il participe immédiatement à la conception de nombreuses automobiles comme les Fiat 508 Balilla, la 500 Topolino, la 1500 6 cylindres et la fameuse Fiat 1100. Il a aussi participé à la conception de plusieurs moteurs d'avion comme les Fiat AS.6, A.74, A.80, A.82 et A.84. Ces moteurs ont équipé de nombreux avions de différentes armées en service durant la Seconde Guerre mondiale.
Durant cette période de guerre, il est nommé Directeur du bureau d'études technique central de Fiat. À la suite d'un différend avec le sénateur Gianni Agnelli concernant l'introduction de la traction avant sur un nouveau modèle Fiat, au printemps 1946, il démissionne. Il est alors recruté par le constructeur aéronautique italien Caproni pour prendre la direction technique d'une de ses filiales, la société CEMSA que le groupe veut réorienter vers la construction automobile, en qualité de Directeur du bureau d'études automobiles. Il occupera ce poste jusqu'à la dissolution de la société CEMSA en 1949.
Durant son passage dans la société CEMSA-Caproni, il va concevoir et construire une automobile révolutionnaire pour l'époque. Le prototype réalisé en quelques mois est basé sur une plateforme innovante qui intègre la traction avant, quatre roues indépendantes, un moteur boxer avec ses 4 cylindres horizontaux opposés à plat, la CEMSA Caproni F.11.
Durant les années 1950 à 1954, il collabore, comme consultant, avec plusieurs entreprises industrielles italiennes comme Ducati, Pirelli et Fiat-NSU de Heilbronn.
Le 27 mars 1955, il est recruté par le constructeur automobile italien Lancia, comme Directeur technique central. Après avoir traité la mise au point de la seconde série de la Lancia Appia et participé à la conception de la Lancia Flaminia, il fait admettre à la direction de la société les avantages de la traction avant pour ce type d'automobile et dirige la conception de la future Lancia Flavia, une grosse berline familiale, la première traction avant de la marque et première voiture italienne de grande série à adopter cette configuration technique d'avant garde.
Les nouveautés ne s'arrêtent pas là, il impose le système de freinage avec quatre freins à disque avec un double circuit de freinage et l'injection à la place des traditionnels carburateurs double corps. Parmi les nombreuses innovations techniques que le monde automobile reconnait à Lancia, celles-ci sont à attribuer spécialement à Antonio Fressia, malgré les fortes réticences du constructeur.
Antonio Fessia décède le 18 août 1968 à la suite d'un cancer des intestins non loin de Turin, dans sa maison de campagne de Borgomasino dont il a été élu maire.